# Ingrid van Bergen
Ingrid van Bergen (Gdańsk-Wrzeszcz, 15 juni 1931) is een Duitse (stem)actrice.

## Biografie

### Kindertijd en jeugd
Van Bergen bracht haar vroege jeugd door in Frankenau in Mazurië (Oost-Pruisen), waar haar vader als leraar werkte. Maar ze bezocht vaak haar grootouders in Gdańsk. Haar moeder kreeg het moederkruis voor het hebben van vier kinderen. De dood van haar vader als soldaat aan het oostfront, hij sneuvelde op 22 juni 1941, de eerste dag van Operatie Barbarossa, maakte haar tot wees. Het gezin verhuisde vervolgens naar hun grootouders in Sopot, een buitenwijk van Gdańsk. Ze besloot mee te doen aan een spelgroep als onderdeel van de Hitlerjugend en bijvoorbeeld sprookjes te spelen of volksliederen te zingen voor soldaten met verlof van het front. Na de Sovjet-luchtaanvallen op Gdansk tegen het einde van de Tweede Wereldoorlog vluchtte Van Bergens moeder met haar vier kinderen: eerst via Oliwa en Wrzeszcz, daarna met een klein schip over de Wisla naar de Bocht van Gdańsk en ten slotte met de Moltkefels, die hun en 2000 andere mensen over de Oostzee zouden overbrengen naar Rostock, Lübeck en Hamburg. Een aanval van Sovjetbommenwerpers vanaf het schiereiland Hela beschadigde het schip en bracht het uiteindelijk tot zinken, waarbij ongeveer 500 mensen omkwamen. Het gezin werd in een bijboot naar het schiereiland gered. Daar werd ze verkracht door een Russische soldaat toen ze 13 jaar oud was, een situatie waarover ze haar moeder nooit heeft verteld. De moeder besloot opnieuw te proberen te ontsnappen per schip, dit keer met als bestemming Kopenhagen, omdat de Duitse havens geblokkeerd waren vanwege schipbreuk.
Ze maakte op 8 mei 1945 het einde van de oorlog mee in een opvangkamp in Skagen, dat die dag door de Denen werd overgenomen. Daar kreeg het gezin voedsel en medische zorg totdat ze in 1948 naar Duitsland terugkeerden. Van Bergen ging daar met haar broer naar school. Een speld die blindelings in een kaart van de Franse bezettingszone werd gestoken, besliste over het toekomstige verblijf van de vluchtelingen, Reutlingen. In 1950 studeerde ze daar af van de middelbare school.

### Carrière
Nadat ze haar middelbare school had afgerond, volgde ze een opleiding tot actrice en later ook als zangeres aan de Hochschule für Musik und Theater Hamburg, waarmee ze haar lang gekoesterde droom realiseerde. In 1953 was ze medeoprichter van het politieke cabaret The Little Fish, waarna ze betrokken raakte bij de legendarische Berlijnse Stachelschweine. Het jaar daarop werd ze ontdekt voor de film door Helmut Käutner. Maar ze verscheen ook in het theater, vooral in Berlijn.
Van Bergen was in de jaren 1950 en 1960 een van de bekendste Duitstalige filmactrices en stond bekend om haar rokerige stem. Haar rolonderwerpen waren barmeisjes, prostituees en ontrouwe huisvrouwen. Zo speelde ze met O.W. Fischer en Heinz Rühmann. Dit werd gevolgd door ongeveer 200 film- en televisieproducties, ook in de internationale arena, waaronder films met Kirk Douglas, Robert Mitchum, William Holden en Giulietta Masina. Haar carrière ontwikkelde zich nu continu. Naast haar filmwerk is het theater tot op de dag van vandaag een belangrijk aspect in haar leven. Ze speelde op grote podia in Berlijn, Hamburg en München. Ze was ook succesvol als zangeres en bracht verschillende platen uit.
Na haar veroordeling en gevangenisstraf voor doodslag en haar vrijlating uit de gevangenis in 1982 kon ze aanvankelijk niet voortbouwen op haar oude acteercarrière. Ze had een van haar eerste tv-engagementen in de televisieserie Losberg, waarin ze tot 1988 de parvenue Margot speelde. Ze keerde terug naar het theaterpodium op 12 januari 1985 in het Berlijnse Renaissance Theater als Sinida in Leonid Nikolajewitsch Andrejews Fools in Love. Ondanks een tijdelijke verhuizing naar Spanje, trad ze op in verschillende televisieproducties in Duitsland. In de jaren 1990 belichaamde ze o.a. de sympathieke secretaresse Liebscher in de succesvolle familieserie Unser Lehrer Doktor Specht en later ook in de series Mobbing Girls en Bewegte Männer. Het professionele aanbod voor haar nam geleidelijk toe en zette haar ook aan om in 1994 haar autobiografie te publiceren.
In 2005 veroverde ze een sterrol met het eenmansstuk Die Klatschmohnfrau, gebaseerd op een roman van Noëlle Châtelet en sindsdien is ze met succes op theatertournee geweest. In 2007 was ze vier maanden te zien in de productie van Love And War in het Meininger Theater. In een aflevering van de VOX-kookshow Das perfekte Promi-Dinner, uitgezonden in mei 2008, nam Van Bergen deel als gastvrouw.
Van Bergen was in de zomermaanden van 2005 tot 2008 lid van het Störtebeker Festival in Ralswiek op het eiland Rügen. Na een pauze in 2009 was ze in 2010 terug als Signora de Rocca in het toneelstuk The Curse of the Moors. In januari 2009 nam ze deel aan de RTL-realityshow Ich bin ein Star - Holt mich hier raus! teil, waarin ze door het publiek werd uitgeroepen tot Jungle Queen Ingrid I. Vanaf 2009 speelde Van Bergen de rol van Mechthild von Buhren in de serie Doctor's Diary, die begin 2011 een seriële dood stierf.
In 2010 was ze opnieuw succesvol op het podium als Klatschmohnfrau en was ze op tournee met het toneelstuk Die Nadel der Kleopatra van Philipp Moog en Frank Röth. Van Bergen werd in 2011 gepresenteerd door Lisa Ortgies in de WDR televisieserie Übernachtung & Frühstück. In 2014 riep ze Guido Maria Kretschmer uit tot winnaar in de stylingdocumentaire Shopping Queen onder het motto Femme Fatale, wickle Deinen Mann um den Finger op Vox. In 2011 was ze een lokaas op ProSieben in Old Ass Bastards. In de serie met een verborgen camera betrekken opgewekte gepensioneerden jongeren in precaire situaties op drukke openbare plaatsen.
Van Bergen is ook al een aantal jaren actief op het gebied van hoorspelen. Haar rollen daar waren onder meer Lady Ducayne in Gesellschafterin gesucht!, De kwaadaardige West Witch in Der Zauberer von Oz, de Lappin in Die Schneekönigin van Hans Christian Andersen en Elvira, de dikste vrouw ter wereld" in Sherlock Holmes - The Ape Woman.

## Privéleven
Ingrid van Bergen was vier keer getrouwd, waaronder met de cabaretier Erich Sehnke, de vader van haar dochter Andrea en de acteur Michael Hinz, de vader van haar dochter Carolin, die in 1990 op 26-jarige leeftijd stierf.
In de nacht van 2 op 3 februari 1977 schoot ze haar 33-jarige minnaar, de financiële makelaar Klaus Knaths, met een revolver neer in een villa aan het Starnberger See. Knaths werd geraakt door twee kogels in de borst en buik en bezweek kort daarna aan zijn verwondingen. De dochters van Van Bergen waren toen twaalf en negentien jaar oud. Het proces dat volgde, zorgde voor veel media-aandacht. Ze werd vertegenwoordigd door Rolf Bossi. Van Bergen werd op 27 juli 1977 veroordeeld tot zeven jaar gevangenisstraf wegens doodslag. Na twee derde van haar termijn in de vrouwengevangenis van Aichach in Beieren te hebben uitgezeten, werd ze op 2 oktober 1981 vervroegd vrijgelaten wegens goed gedrag.
In 1994 verhuisde van Bergen naar Mallorca, waar ze zich toelegde op dierenwelzijn en meer dan 100 dieren huisvestte op haar finca. Na zeven jaar keerde ze Mallorca de rug toe en verhuisde ze met de dieren in 2001 terug naar Duitsland op de Lüneburger Heide.
In een interview met het tijdschrift Stern in 2009 verklaarde ze dat ze een uitgesproken boeddhist was. In een ander interview met Stern in 2013 verklaarde Van Bergen dat ze binnenkort de Lüneburger Heide zou verlaten en naar Hamburg zou verhuizen. Ze is overigens vegetariër en schrijft korte verhalen vanuit het perspectief van dieren.
In 2013 sloot Van Bergen zich aan bij de partij Mensch Umwelt Tierschutz.

## Filmografie
- 1954: Bildnis einer Unbekannten
- 1955: Ingrid – Die Geschichte eines Fotomodells
- 1955: Des Teufels General
- 1955: Die Herrin vom Sölderhof
- 1955: Banditen der Autobahn
- 1956: Heute heiratet mein Mann
- 1958: Wir Wunderkinder
- 1958: Der Maulkorb
- 1958: Der eiserne Gustav
- 1958: Meine 99 Bräute
- 1959: Der blaue Nachtfalter
- 1959: Verbrechen nach Schulschluß
- 1959: Rosen für den Staatsanwalt
- 1959: Drillinge an Bord
- 1960: Als geheilt entlassen
- 1960: Bumerang (1960)|Bumerang
- 1960: Kein Engel ist so rein
- 1960: Das kunstseidene Mädchen
- 1960: Ich schwöre und gelobe
- 1960: Wir Kellerkinder
- 1960: Verrat auf Befehl (The Counterfeit Traitor)
- 1960: Der Rächer
- 1961: Stadt ohne Mitleid (Town Without Pity)
- 1961: Wer sind Sie, Dr. Sorge? (Qui êtes-vous, Monsieur Sorge?)
- 1961: Das Geheimnis der gelben Narzissen
- 1961: Jack Mortimer (Fernsehfilm)
- 1962: Dicke Luft
- 1962: Tunnel 28
- 1962: Genosse Münchhausen
- 1962: Ich bin auch nur eine Frau
- 1963: Erotikon – Karussell der Leidenschaften
- 1963: Allotria in Zell am See
- 1964: Freddy, Tiere, Sensationen
- 1964: Heiß weht der Wind
- 1965: Caroline und die Männer über vierzig (Moi et les hommes de 40 ans)
- 1967: Katz und Maus
- 1967: Jungfrau aus zweiter Hand
- 1968: Willst Du ewig Jungfrau bleiben?
- 1969: Auf Sch**ßer schießt man nicht
- 1969: Grimms Märchen von lüsternen Pärchen
- 1970: Was ist denn bloß mit Willi los?
- 1970: Die Gartenlaube
- 1970: Die Kriminalerzählung (tv-serie, een aflevering)
- 1971: Gebissen wird nur nachts – das Happening der Vampire
- 1972: Zum zweiten Frühstück: Heiße Liebe
- 1972: Was wissen Sie von Titipu?
- 1972: Tatort: Rattennest
- 1972: Die Schöngrubers (tv-serie)
- 1973: Alle Menschen werden Brüder
- 1973: Die Kriminalerzählung (tv-serie, een aflevering)
- 1976: Vier gegen die Bank
- 1983: Wer raucht die letzte?
- 1985: Richy Guitar
- 1986: Ein Fall für zwei – Fasolds Traum
- 1986–1987: Losberg
- 1987: Der Madonna-Mann
- 1988: Hotel St. Pauli
- 1989: Jenseits von Blau
- 1989: Praxis Bülowbogen – So schnell heilt keine Wunde (tv-serie, een aflevering)
- 1990: Neuner
- 1991: Haus am See
- 1991: Derrick – Wer bist Du, Vater?
- 1992: Der demokratische Terrorist (Den demokratiske terroristen)
- 1992: Wolffs Revier – Mord hat Vorrang (tv-serie, een aflevering)
- 1993: Mord aus Liebe
- 1993: Barmherzige Schwestern
- 1993: Derrick – Mann im Regen
- 1994: Einfach nur Liebe
- 1995: Pakten – The Sunset Boys
- 1996: Tatort – Schlaflose Nächte
- 1996: Ein fast perfekter Seitensprung
- 1996: Faust – Babyraub (tv-reeks, een aflevering)
- 1996: Im Namen des Gesetzes – seizoen 2, aflevering 16 Hinter den Kulissen
- 1997: Eine fast perfekte Scheidung
- 1998: Mobbing Girls (tv-serie)
- 1998: Nina – Vom Kinderzimmer ins Bordell (tv-film)
- 1999: Männer aus zweiter Hand
- 2000: Utta Danella – Der schwarze Spiegel
- 2000: Der Mörder in meiner Nähe
- 2001: Meine polnische Jungfrau
- 2003: Der alte Affe Angst
- 2004: Autobahnraser
- 2003–2005: Bewegte Männer (tv-serie)
- 2007: Neues vom Wixxer
- 2007: Pfarrer Braun – Ein Zeichen Gottes
- 2009: Ich bin ein Star – Holt mich hier raus! (Dschungelkönigin im Dschungelcamp)
- 2009–2011: Doctor's Diary
- 2009: Dinosaurier – Gegen uns seht ihr alt aus!
- 2010: C.I.S. – Chaoten im Sondereinsatz
- 2011: Cindy aus Marzahn und die jungen Wilden
- 2013: Promi Shopping Queen
- 2014: Promis suchen ein Zuhause
- 2015: Der Hafenpastor und das graue Kind
- 2015: Ich bin ein Star – Lasst mich wieder rein!
- 2015: Mila (tv-serie)
- 2015: Dr. Klein (tv-serie, 7 afleveringen)
- 2015: Tatort: LU
- 2017: Sharknado 5: Global Swarming

## Synchronisatie
Als stemactrice leende ze haar stem aan onder meer Honor Blackman (El Capitano), Annie Girardot (The Novices), Lee Grant (Hotel Whispers) en Kathleen Turner (Californication).

## Hoorspelen
- 2002: Evelyn Dörr: The Man in the Moon - Een radioballet met Charlie Chaplin. Stuk voor akoestisch podium (in de rol van Hedda Hopper) - regisseur: Claudia Leist (hoorspel / speelfilm - WDR)

## Literatur
- Karl Stankiewitz: Keiner will schuld sein. Schlagzeilen aus Münchner Gerichtssälen; 1950 bis 1995. Edition Buntehunde, Regensburg 2005, ISBN 3-934941-13-3, S. 94–96.